# Martin Glade
Martin Glade (* 1972 in Witzenhausen, Hessen) ist ein deutscher Schauspieler.

## Leben
Er studierte von 1992 bis 1996 an der Hochschule für Musik und Theater Hamburg. Bereits während seines Studiums übernahm er Theaterrollen und war u. a. in Köln in Heinrich von Kleists Über das Marionettentheater und in E.T.A. Hoffmanns Der Sandmann zu sehen. Weitere Theaterstationen waren Bremen, Hamburg und Ulm. 1997 stand er schließlich erstmals für eine Episode der Fernsehreihe Polizeiruf 110 vor der Kamera.
Seither ist Martin Glade in zahlreichen deutschen Fernseh- und Kinoproduktionen aufgetreten sowie in einem italienischen und einem US-amerikanischen Spielfilm. Einem breiteren Publikum wurde er durch die Kinofilme Auf Herz und Nieren (2001; Produzent: Til Schweiger) und Süperseks (2004) bekannt. Er drehte z. T. unter der Regie namhafter Filmemacher wie Rainer Kaufmann, Hermine Huntgeburth und Matti Geschonneck, ist aber gelegentlich auch in Filmen noch unbekannter Nachwuchsregisseure zu sehen. 2006 drehte er mit dem Oscar-nominierten deutschen Regisseur Marc Rothemund.

## Filmografie (Auswahl)

### Kino
- 1998: I Piccoli Maestri
- 1999: Long Hello & Short Goodbye
- 2000: U-571
- 2000: Auslandstournee
- 2001: be.angeled
- 2001: Auf Herz und Nieren
- 2002: Ninas Geschichte
- 2002: Nogo
- 2002: Germanija
- 2004: Süperseks
- 2007: Pornorama
- 2008: Der Baader Meinhof Komplex
- 2013: Inside Wikileaks – Die fünfte Gewalt
- 2024: Dreißig Jahre an der Peitsche

### Fernsehen
- 1997: Polizeiruf 110: Feuer! (Fernsehreihe)
- 1998: Ein Mann stürzt ab
- 1998: Silberdisteln
- 1999: Die Entführung
- 1999: Der letzte Zeuge (Fernsehserie, 3 Folgen)
- 1999: Einfach raus
- 1999: Holstein Lovers
- 1999: Stan Becker: Ein Mann, ein Wort (Fernsehreihe)
- 2000: Schwiegermutter
- 2000: Trennungsfieber
- 2000: Die Cleveren (Fernsehserie, Folge Spiegelbilder)
- 2000: Tatort: Trittbrettfahrer (Fernsehreihe)
- 2000: Stubbe – Von Fall zu Fall: Blattschuss (Fernsehreihe)
- 2000: Polizeiruf 110: Bruderliebe
- 2001: Romeo
- 2001: Polizeiruf 110: Die Frau des Fleischers
- 2001: Schluss mit lustig!
- 2002: Wilsberg: Wilsberg und der letzte Anruf (Fernsehreihe)
- 2002: Die Mutter
- 2004: Nachtangst
- 2003: Eine zweimalige Frau
- 2003: Doppelter Einsatz: Einer stirbt immer (Fernsehreihe)
- 2004: Typisch Mann! (Fernsehserie, Folge Frühlingsgefühle)
- 2004: SOKO München (Fernsehserie, Folge Schlangenkuss)
- 2005: Popp Dich schlank!
- 2005: Mörder in Weiß – Der Tod lauert im OP
- 2005: Beutolomäus sucht den Weihnachtsmann (Fernsehserie)
- 2006: Ich leih’ mir eine Familie
- 2006: Freundinnen fürs Leben
- 2004, 2007: Großstadtrevier (Fernsehserie, verschiedene Rollen, 2 Folgen)
- 2007: Pfarrer Braun: Ein Zeichen Gottes (Fernsehreihe)
- 2008: Monogamie für Anfänger
- 2008: Insel des Lichts
- 2008: Wir sind das Volk – Liebe kennt keine Grenzen
- 2009: Ich steig’ Dir aufs Dach, Liebling
- 2009: Das Traumschiff: Peru, Miami (Fernsehreihe)
- 2009, 2014: SOKO Köln (Fernsehserie, verschiedene Rollen, 2 Folgen)
- 2010: Der Staatsanwalt (Fernsehserie, Folge Tod eines Schülers)
- 2010: Der Bulle und das Landei: Tödliches Heimweh (Fernsehreihe)
- 2009, 2010: Küstenwache (Fernsehserie, verschiedene Rollen, 2 Folgen)
- 2010: Wolfsfährte
- 2011: Löwenzahn (Fernsehserie, Folge Brücken – Die geniale Verbindung)
- 2012: 2 für alle Fälle – Manche mögen Mord
- 2012: SOKO Leipzig (Fernsehserie, Folge Ich bin dann mal weg)
- 2012: Blonder als die Polizei erlaubt
- 2012: Die Reichsgründung
- 2015: Bettys Diagnose (Fernsehserie, Folge Helden)
- 2015–2018: Heldt (Fernsehserie, fünf Folgen)
- 2016: Familie Dr. Kleist (Fernsehserie, Folge Gegen die Zeit)
- 2017: Notruf Hafenkante (Fernsehserie, Folge Besessen)
- 2017: Ein starkes Team: Tod und Liebe (Fernsehreihe)
- 2017: Letzte Spur Berlin (Fernsehserie, Folge Liebesreigen)
- 2018: SOKO Wismar (Fernsehserie, Folge Einsam)
- 2018: Der Lehrer (Fernsehserie, Folge Pikante Details kosten extra)
- 2019: SOKO Stuttgart (Fernsehserie, Folge Henriettes Erbe)
- seit 2019: Die Drei von der Müllabfuhr (Fernsehreihe) → siehe Episodenliste
- 2024: WaPo Berlin (Fernsehserie, Folge Romeos Tod)

## Auszeichnungen
- 1996: Alfini-Syllwasschy-Schauspielförderpreis
- 2003: Nominierung – Deutscher Fernsehpreis in der Kategorie Bester Schauspieler Nebenrolle